# 1941년 이라크 쿠데타
1941년 이라크 쿠데타(아랍어: ثورة رشيد عالي الكيلاني)는 제2차 세계 대전 중이던 1941년 4월 1일 이라크 왕국의 민족주의파 장교 조직이 일으킨 군사 쿠데타이다. 살라 알딘 알사바그가 이끄는 쿠데타군은 당시 친영 정권이던 섭정 압둘 일라와 총리 누리 알사이드의 정부를 몰아내고 라시드 알리 알가일라니를 총리로 세웠다.
이들 장교 조직은 황금 방진으로도 불리며, 1932년 독립이 제한적으로 이루어지고 외세가 간섭하는 데에 불만을 품은 반영 아랍 민족주의자 장교들로 이루어져 있었다. 특히 이들은 나치 독일과 파시스트 이탈리아의 추축국 세력의 힘을 빌려 영국 세력을 몰아낼 생각을 가지고 있었고, 독일 정보기관과 접촉하여 이들로부터 지원을 받게 되었다.
이에 영국은 1941년 5월 이라크를 침공하며 영국-이라크 전쟁이 벌어졌고, 1달만에 영국이 승리한 뒤 1947년까지 이라크는 사실상 영국군에 의한 점령상태에 있었다.

## 같이 보기
- 영국-이라크 전쟁
- 7·14 혁명